# Šakiai
Šakiai är en ort i Litauen. Den ligger i den centrala delen av landet, 150 km väster om huvudstaden Vilnius. Šakiai ligger 51 meter över havet och antalet invånare är 6 613.
Terrängen runt Šakiai är mycket platt. Runt Šakiai är det ganska glesbefolkat, med 43 invånare per kvadratkilometer. Šakiai är det största samhället i trakten. Trakten runt Šakiai består till största delen av jordbruksmark.